# Чемпионат Африки по дзюдо 2018

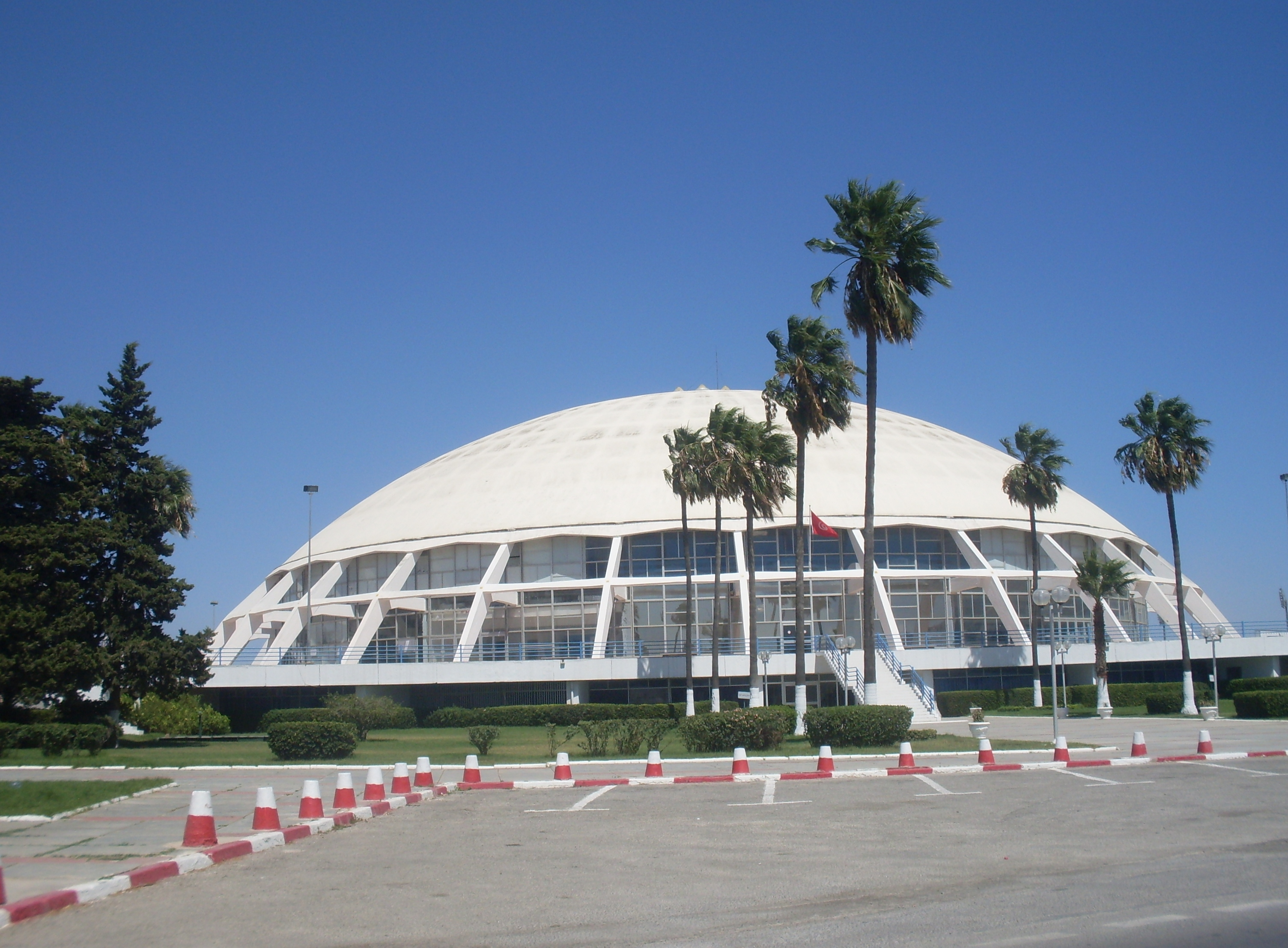
Дворец спорта «El Menzah Sports Palace» в котором проходили соревнования

Чемпионат Африки по дзюдо 2018 года прошёл 14 — 15 апреля в городе Тунис (Тунис). Чемпионат был четвёртым соревнованием такого рода в Тунисе. До этого в стране проходили чемпионаты Африки 1994, 2004 и 2016 годов.

## Медалисты

### Мужчины
| Весовая категория       | Золото                          | Серебро                      | Бронза                                                           |
| ----------------------- | ------------------------------- | ---------------------------- | ---------------------------------------------------------------- |
| Суперлёгкая (до 60 кг)  | Иссам Бассу · Марокко           | Фрай Дхуиби · Тунис          | Мусса Диоп · Сенегал Салим Рабахи · Алжир                        |
| Полулёгкая (до 66 кг)   | Мохамед Абделмавгуд · Египет    | Ахмед Абделрахман · Египет   | Имад Бассу · Марокко Худ Зурдани · Алжир                         |
| Лёгкая (до 73 кг)       | Фетхи Нурин · Алжир             | Мохамед Мойелдин · Египет    | Ахмед Эль-Мезиата · Марокко Акацио Квифукусса · Ангола           |
| Полусредняя (до 81 кг)  | Мохамед Абделаал · Египет       | Ашраф Мутил · Марокко        | Абделрахман Мохамед · Египет Абделазиз Бен Аммар · Тунис         |
| Средняя (до 90 кг)      | Абдерахман Бенамади · Алжир     | Уссама Махмуд Снусси · Тунис | Али Хазем · Египет Эйял ле Бю · Демократическая Республика Конго |
| Полутяжёлая (до 100 кг) | Рамадан Дарвиш · Египет         | Лиес Буякуб · Алжир          | Анис Бен Халед · Тунис Биллел Белхимер · Алжир                   |
| Тяжёлая (свыше 100 кг)  | Файсал Джабала · Тунис          | Мбагник Ндиае · Сенегал      | Мустафа Абдаллауи · Марокко Мохаммед Тайеб · Алжир               |
| Абсолютная категория    | Мохамед Софиан Белрекаа · Алжир | Майсара Эль-Нагар · Египет   | Диудонн Долассем · Камерун Файсал Джабала · Тунис                |

### Женщины
| Весовая категория      | Золото                             | Серебро                  | Бронза                                                          |
| ---------------------- | ---------------------------------- | ------------------------ | --------------------------------------------------------------- |
| Суперлёгкая (до 48 кг) | Олфа Сауди · Тунис                 | Азиза Чакир · Марокко    | Хаджер Месерем · Алжир Геронай Уайтбуи · ЮАР                    |
| Полулёгкая (до 52 кг)  | Фатима Захра Эль-Кворачи · Марокко | Хела Аяри · Тунис        | Файза Айссахин · Алжир Мерием Мусса · Алжир                     |
| Лёгкая (до 57 кг)      | Сумия Ирауи · Марокко              | Ламия Алзенан · Египет   | Несрия Джласси · Тунис Гофран Хелифи · Тунис                    |
| Полусредняя (до 63 кг) | Марьям Бжауи · Тунис               | София Белаттар · Марокко | Имен Агуар · Алжир Амина Белкади · Алжир                        |
| Средняя (до 70 кг)     | Ассмаа Нианг · Марокко             | Суад Беллакехал · Алжир  | Карен Агоно Вора · Габон Нихел Ландолси · Тунис                 |
| Полутяжёлая (до 78 кг) | Каутар Уаллал · Алжир              | Сарра Мзугуи · Тунис     | Алаа Хамед · Египет Унелле Сниман · ЮАР                         |
| Тяжёлая (свыше 78 кг)  | Нихел Шейх Руху · Тунис            | Сония Асселах · Алжир    | Ортенс Ванесса Мбалла Атангана · Камерун Моника Сагна · Сенегал |
| Абсолютная категория   | Нихел Шейх Руху · Тунис            | Моника Сагна · Сенегал   | Ортенс Ванесса Мбала Атангана · Камерун Унелле Сниман · ЮАР     |